# Пеганово (Тюменская область)
Пеганово — село в Бердюжском районе Тюменской области России. Административный центр Пегановского сельского поселения.
Впервые упоминается в метрической книге церкви села Истошинского 1779 года.
Образована крестьянами из соседних деревень и получила название по фамилии первых поселенцев - крестьян Пегановых из деревни Удаловой.
По данным переписи 1782 года деревня Пеганова числится вновь образованной в составе Коркиной слободы Ишимского дистрикта Тобольской губернии.
По состоянию на 1782 год деревня состояла из 15 дворов, в которых проживало 103 человека.

## География
Село находится в юго-восточной части Тюменской области, в лесостепной зоне, на восточном берегу озера Пеганова, при автодороге Р254, на расстоянии примерно 22 километров (по прямой) к северо-востоку от села Бердюжьего, административного центра района. Абсолютная высота — 128 метров над уровнем моря.
Климат
Климат характеризуется как резко континентальный, с длительной морозной зимой и коротким тёплым летом. Средняя многолетняя температура самого холодного месяца (января) составляет −18,3 °С (абсолютный минимум — −47,1 °С), температура самого тёплого (июля) — 18 °С (абсолютный максимум — 38,9 °С). Безморозный период длится в течение 115—125 дней. Среднегодовое количество осадков — 305—315 мм. Снежный покров держится в среднем 160 дней.
Часовой пояс
Село Пеганово, как и вся Тюменская область, находится в часовой зоне МСК+2. Смещение применяемого времени относительно UTC составляет +5:00.

## Население
| 2010 |
| ---- |
| 754  |

Половой состав
По данным Всероссийской переписи населения 2010 года в гендерной структуре населения мужчины составляли 48,9 %, женщины — соответственно 51,1 %.
Национальный состав
Согласно результатам переписи 2002 года, в национальной структуре населения русские составляли 96 % из 891 чел.